# Матчи сборной Санкт-Петербурга по футболу (1909)
Сезон 1909 года стал восьмым в истории сборной Санкт-Петербурга по футболу.
В нём сборная провела 7 матчей (в том числе 2 международных) — все неофициальные.

## Классификация матчей
По установившейся в отечественной футбольной истории традиции официальными принимаются
- Все соревновательные матчи[К 4] официальных турниров — чемпионатов СССР, Российской империи и РСФСР — во времена, когда они проводились среди сборных городов (регионов, республик), и сборная Санкт-Петербурга (Ленинграда) была субъектом этих соревнований; к числу таковых относятся также матчи футбольных турниров на Спартакиадах народов СССР 1956 и 1979 года.
- Междугородние товарищеские игры сборной сильнейшего состава без формальных ограничений[К 5] с адекватным по статусу соперником. Матчи с клубами Санкт-Петербурга и других городов, со сборными не сильнейшего состава и д.п. составляют другую категорию матчей.
- Международные матчи сборной сильнейшего состава с соперниками топ-уровня — в составах которых выступали футболисты, входившие в национальные сборные либо выступавшие в чемпионатах (лигах) высшего соревновательного уровня своих стран — как профессионалы, так и любители[К 6]. Практиковавшиеся (в основном, в 1920—1930-х годах) международные матчи с так называемыми «рабочими» и им подобными по уровню командами, состоявшими, как правило, из неконкурентоспособных игроков-любителей невысокого уровня, заканчивавшиеся нередко их разгромными поражениями, отнесены в отдельную категорию матчей.

## Статистика сезона
| 1909          |                                                                   |     |
| Н (1)         | Санкт-Петербург — «Сокольнический» КС Москва                      | 7:1 |
| Н (2)         | Санкт-Петербург (класс «Б») — «Сокольнический» КС Москва          | 3:0 |
| Н (3)         | Санкт-Петербург (ВОФЛ) — «Британский» КС Москва                   | 0:8 |
| Н (4)         | Санкт-Петербург (ВОФЛ) — «Сокольнический» КС Москва               | 4:3 |
| Н (5)         | Санкт-Петербург (ВОФЛ) — «Политехникерна» Гельсингфорс            | 2:4 |
| Н (6)         | Санкт-Петербург (ВОФЛ, англичане) — «Политехникерна» Гельсингфорс | 3:2 |
| Н (7)         | Санкт-Петербург (класс «А») — Санкт-Петербург (класс «Б»)         | 6:1 |
| Итого         |                                                                   |     |
| И В Н П М     |                                                                   |     |
| 7 5 0 2 25−19 |                                                                   |     |

## Неофициальные матчи
1. Междугородний товарищеский матч
| 13 сен Неоф (1) | Санкт-Петербург | 7:1 | «Сокольнический» КС   | Поле «Спорта», Санкт-Петербург                    |
| |                 |     | - (1:1)′ В.Серпинский | Зрителей: 800 Судья: Г.Дюперрон (Санкт-Петербург) |
| Санкт-Петербург: Потапов - Ганш, Я.Петерсен - Уверский, Хромов, Кушель - А.Иванов, Э.Петерсен , Данкер, П.Сорокин, И.Егоров «Сокольнический» КС: В.Виноградов - Ромм, Роб.Вентцелли - Л.Смирнов, В.Иванов (46' Шелонский), Константинович - Руд.Вентцелли, Скорлупкин, Р.Серпинский, В.Серпинский , Ф.Розанов |                 |     |                       |                                                   |

2. Междугородний товарищеский матч
| 14 сен Неоф (2) | Санкт-Петербург (класс «Б»)        | 3:0 | «Сокольнический» КС | Поле «Спорта», Санкт-Петербург                   |
| | - Ромм 5′ (авт.) - В.Иванов (авт.) |     |                     | Зрителей: 5000 Судья: Х.Хартли (Санкт-Петербург) |
| (класс «Б»): Фракт - Латонин, Марков - Березин , Каракосов, Н.Луговской - С.Филиппов, Линд, В.Луговской, Кениг, Дробинский «Сокольнический» КС: В.Виноградов - Ромм, Роб.Вентцелли - Л.Смирнов, В.Иванов, Константинович - Руд.Вентцелли, Скорлупкин, Р.Серпинский, В.Серпинский , Ф.Розанов |                                    |     |                     |                                                  |

3. Междугородний товарищеский матч
| 26 сен Неоф (3) | Санкт-Петербург (ВОФЛ) | 0:8 | «Британский» КС | Поле СКС, Москва         |
| |                        |     | - 3′ 8′ Т.Джонс | Судья: К.Чарнок (Москва) |
| (ВОФЛ): Борейша - Ивли, А.Уэбб - Керкман, Ад.Лауман, Дж.Филлипс - Ривз, В.Смолл, Бун, Кинг, Кристоферсен «Британский» КС: Бейнс - Даунн, Паркер - С.Чарнок, Г.Уайтхед, Ланн - Нэш, Т.Джонс, Ньюман, Д.Уайтхед, Э.Томас |                        |     |                 |                          |

4. Междугородний товарищеский матч
| 27 сен Неоф (4) | Санкт-Петербург (ВОФЛ) | 4:3 (от) | «Сокольнический» КС | Поле СКС, Москва                    |
| | - Монро 1′             |          | - (1:1)′ Скорлупкин | Зрителей: 500 Судья: К.Нэш (Москва) |
| (ВОФЛ): Борейша - Ивли, А.Уэбб - Керкман, Стэнфорд, Дж.Филлипс - Ривз, В.Смолл, Монро, Кинг, Кристоферсен «Сокольнический» КС: В.Виноградов - Ромм, П.Розанов - В.Иванов, А.Парфёнов, Константинович - Руд.Вентцелли, Скорлупкин, Р.Серпинский, В.Серпинский , Л.Смирнов |                        |          |                     |                                     |

5. Международный товарищеский матч
| 24 окт Неоф (5)                                            | Санкт-Петербург (ВОФЛ) | 2:4 | «Политехникерна» Гельсингфорс | Поле «Невских», Санкт-Петербург |
|                                                            |                        |     | - Андерссон                   |                                 |
| «Политехникерна» Гельсингфорс: ... Андерссон, Каретиус ... |                        |     |                               |                                 |

6. Международный товарищеский матч
| 25 окт Неоф (6)                                                    | Санкт-Петербург (англичане) | 3:2 | «Политехникерна» Гельсингфорс | Поле «Невских», Санкт-Петербург |
|                                                                    |                             |     | - Сансунд                     |                                 |
| «Политехникерна» Гельсингфорс: ... Андерссон, Кехвола, Сансунд ... |                             |     |                               |                                 |

7. Выставочный матч чемпионата Санкт-Петербурга 1909
| 25 окт Неоф (7) | Санкт-Петербург (класс «А») | 6:1 | Санкт-Петербург (класс «Б») | Поле «Спорта», Санкт-Петербург |
| |                             |     |                             | Судья: Н.Штиглиц               |
| Санкт-Петербург: Нагорский - Я.Петерсен, Ганш - Вомпе, Хромов, Кушель - И.Егоров, Данкер, Э.Петерсен, Г.Никитин, П.Сорокин Санкт-Петербург: Фракт - В.Марков, Кораблёв - Кениг, Каракосов, П.Соколов - В.Бутусов, Дурнякин, Андрианов, Линд, С.Филиппов |                             |     |                             |                                |

## Комментарии
1. ↑  К.Есенин указывал для сборной Москвы только междугородние и международные матчи[1]
2. ↑  В реестре матчей сборной Санкт-Петербурга (Петрограда, Ленинграда), опубликованном группой ленинградских историков и статистиков под редакцией Н.Киселёва[2] учтены только междугородние матчи со сборными городов и республик
3. ↑  Г.Калянов предложил разделение матчей на официальные и товарищеские (для сборной Москвы)[3]
4. ↑  в том числе недоигранные и аннулированные, а также сыгранные с неформатными сборными и клубами — все матчи, объявленные как матчи официальных турниров
5. ↑  Матчи второй, третьей и т. д. (дублёров), а также ведомственных (например, сборной профсоюзов) сборных считаются неформатными. Тем не менее, междугородние матчи и «русской», и «английской» сборных Санкт-Петербурга и Москвы начала века, согласно установившейся традиции, учитываются историками[4][5][1] в их реестрах
6. ↑  Тем не менее, несколько международных матчей 1910-х годов с командами, формально не соответствующими строго данному критерию, но в игровом плане нередко подавляюще превосходившими сборные Санкт-Петербурга и Москвы, учтены[6][7] в их реестрах
7. ↑  «Русскiй спортъ» указал, что играл Г.Никитин
8. ↑  Сборная «Всероссийского общества футболистов-любителей», основанного клубами «Невский», «Нева» и «Виктория», вышедшими из Петербургской футбол-лиги. В основном (но не исключительно) игроками клубов являлись британцы[15].
9. ↑  Сборная «Всероссийского общества футболистов-любителей», основанного клубами «Невский», «Нева» и «Виктория», вышедшими из Петербургской футбол-лиги. В основном (но не исключительно) игроками клубов являлись британцы[15].
10. ↑  Сборная «Всероссийского общества футболистов-любителей», основанного клубами «Невский», «Нева» и «Виктория», вышедшими из Петербургской футбол-лиги. В основном (но не исключительно) игроками клубов являлись британцы[15].
11. ↑  После окончания игрового времени матча с ничейным результатом (1:1) публика и некоторые из игроков потребовали продолжения игры до победы одной из команд («до результата» в терминах того времени) — были назначены два дополнительных тайма по 10 минут.
12. ↑  Британцы клубов «Всероссийского общества футболистов-любителей» — «Невский» и «Нева».
13. ↑  Британцы клубов «Всероссийского общества футболистов-любителей» — «Невский» и «Нева».
14. ↑  В данном сезоне Петербургская футбол-лига провела вместо матча «чемпион — сборная» матч между сборными классов «А» и «Б».